# Chiesa di San Salvatore (Pistoia)
La chiesa di San Salvatore si trova a Pistoia, vicino a piazza del Duomo.

## Storia e descrizione
È citata dal 979, ma l'edificio attuale risale al XIII secolo, quando fu probabilmente allungato avanzando verso ovest la facciata, che ha un prospetto di stile romanico, con tre ampie arcate sottolineate dalla bicromia dei marmi. La lapide posta sul pilastro destro testimonia l'intervento di maestro Buono di Bonaccolto nel 1270. La sua preesistenza in fase ben più antica si desume anche dalla parete a vista sul lato nord, dove la muratura in ciottoli di fiume disposti a filaretto dimostra un impianto precedente. Nel 1579 venne demolita l'abside, sostituita da una nuova sacrestia.

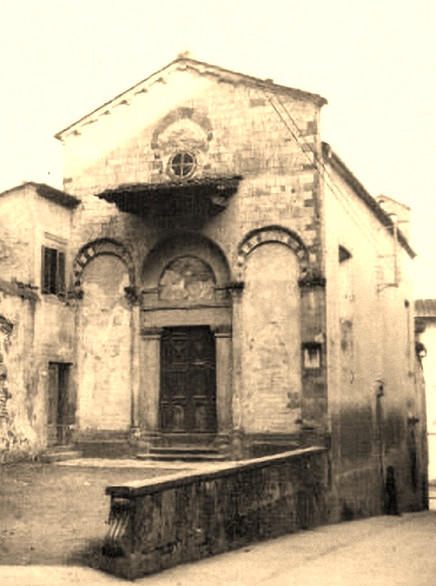
Chiesa di San Salvatore,foto storica

L'interno fu ampliato e ristrutturato nel XVII secolo. Fu soppressa nel 1784, ma per l'ostinatezza del rettore svolse funzioni parrocchiali fino al 1805. L'edificio conserva intatta la sua struttura architettonica e, dopo essere stato fino agli anni ottanta un atelier artistico e poi un magazzino, ospita al suo interno l'omonimo museo.

## Museo di San Salvatore
Questo piccolo e prezioso museo interattivo nel centro di Pistoia, inaugurato nel 2022 dopo un lungo e complesso intervento di restauro che ha interessato l’edificio dell’antica chiesa di San Salvatore, propone un viaggio nella storia del nucleo più antico della città. È gestito da Fondazione Pistoia Musei, ente strumentale di Fondazione Caript.
Il raro ritrovamento di un pozzetto votivo sotto il pavimento dell’edificio sacro, è uno dei rinvenimenti più interessanti. Al suo interno sono stati recuperati oggetti in ceramica, metallo, tessuto, vetro, usati tra il Cinquecento e il Seicento nei riti religiosi che si svolgevano nella chiesa.
Sono esposti inoltre reperti di epoca romana finora conservati nei depositi del Museo Civico di Pistoia che provengono dai vecchi scavi della piazza del Duomo: un’anfora e i frammenti dei pavimenti a mosaico di una domus trovata nella piazza del Duomo agli inizi del Novecento.
Nel percorso merita particolare attenzione la porzione di affresco Compianto sul Cristo morto, databile alla fine del Duecento e attribuito alla cerchia di Lippo di Benivieni, importante pittore documentato a Firenze tra il 1296 e 1320.
L’allestimento, anche attraverso video, ricostruzioni da toccare e giochi, coinvolge il pubblico in un racconto che si dipana attorno alle stratificazioni, alle opere, alle leggende e ai riti religiosi, mettendo in relazione la storia dei nostri antenati con la curiosità e la sensibilità dei contemporanei.